# NGC 6624
NGC 6624是一個位於人馬座的球狀星團，由威廉·赫歇爾發現於1784年6月24日。該星團視星等7.6

## 概要
NGC 6624內已經發現6顆脈衝星，第一顆被發現的是PSR J1823-3021A。該星團內還有軌道週期只有11.5分的低质量X射线聯星 4U 1820-30。
NGC 6624在小型望遠鏡中是一個模糊的點，如果是雙筒望遠鏡則看起來像恆星。它的核心區域恆星分布相當緊密，在天球上的位置是在箕宿二東南方0.8度，距離銀心約3800光年（1170秒差距）。